# Sonate K. 485
La sonate K. 485 (F.429/L.153) en ut majeur est une œuvre pour clavier du compositeur italien Domenico Scarlatti.

## Présentation
La sonate K. 485, notée Andante è cantabile, est la première d'un triptyque en ut majeur, avec les sonates suivantes, K. 486 et 487. Il s'agit de l’avant-dernier du corpus. La sonate contient des fusées en gammes rapides, sixtes et octaves dans la partie mineure. La sonate réclame un clavecin le plus large de tout le corpus : du fa grave (fa1) au sol aigu (sol3).
Même si l'on peut ressentir l'influence directe ou indirecte du style de la pastorale de Couperin, à la fois dans l'humeur et dans la mesure, notamment les triolets que porte une battue alla breve, l'ouverture ne laisse pas deviner dans son style galant — généralement à l'ambitus étroit — que Scarlatti prépare une œuvre à la texture et au sens de l’espacement inégalés par toute autre sonate.

## Manuscrits
Le manuscrit principal est le numéro 2 du volume XII (Ms. 9783) de Venise (1756), copié pour Maria Barbara ; les autres sont Parme XIV 2 (Ms. A. G. 31419), Münster (D-MÜp) I 20 (Sant Hs 3964) et Vienne C 16 (VII 28011 C). Une copie figure à la Morgan Library, manuscrit Cary 703 no 99,.

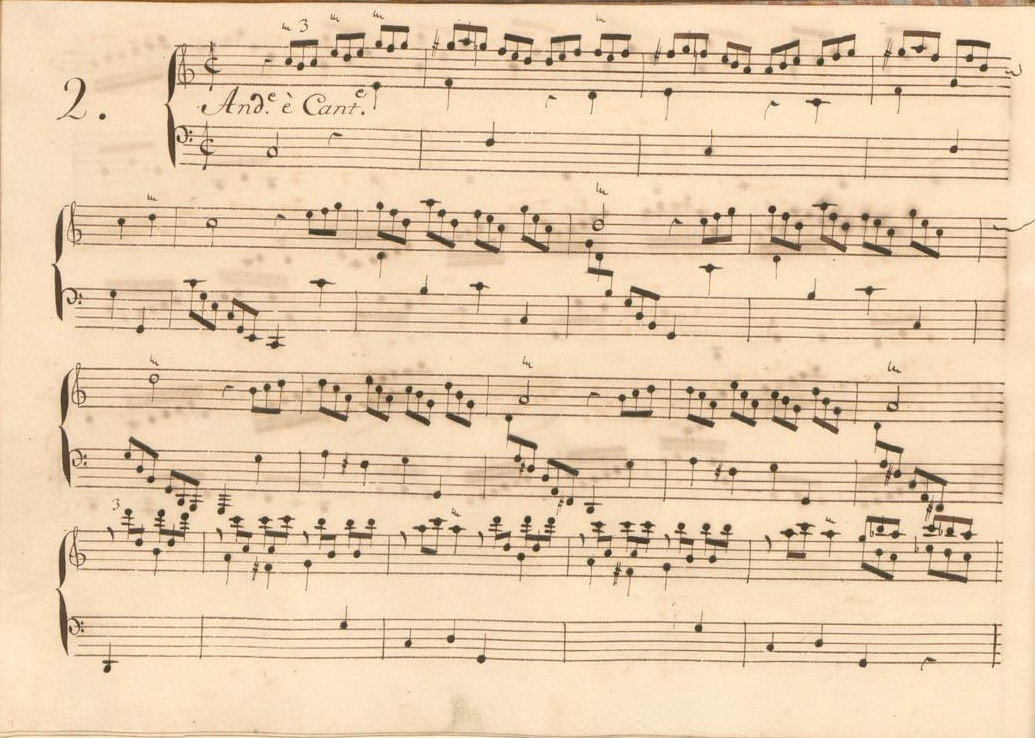
Parme XIV 2.
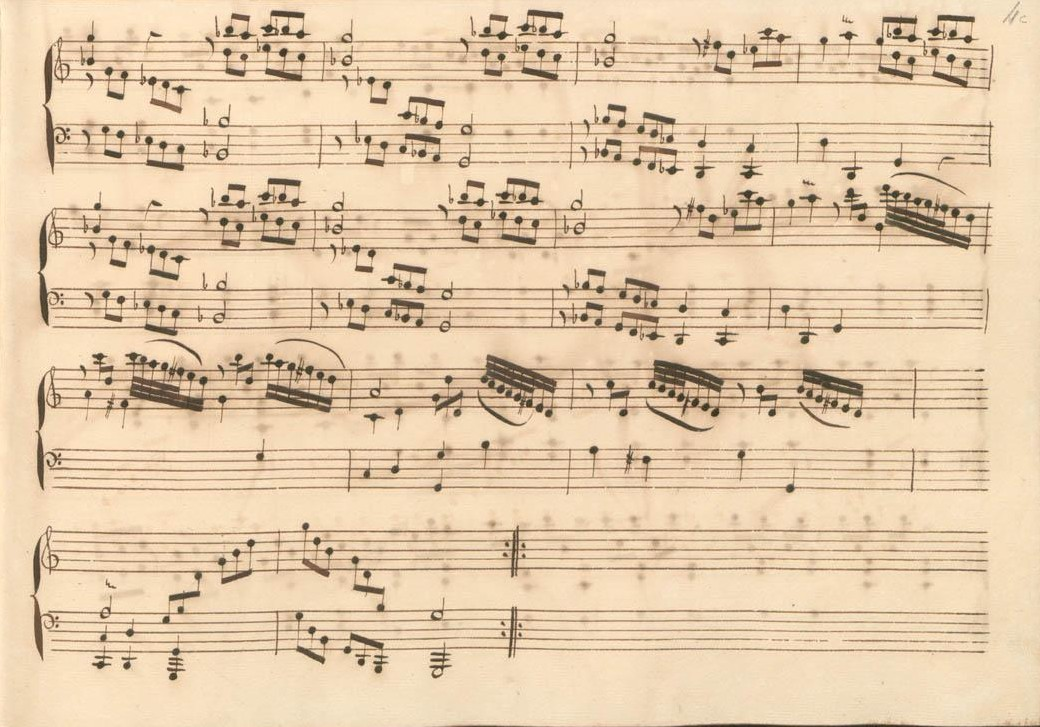
Parme XIV 2 (fin de la première section).
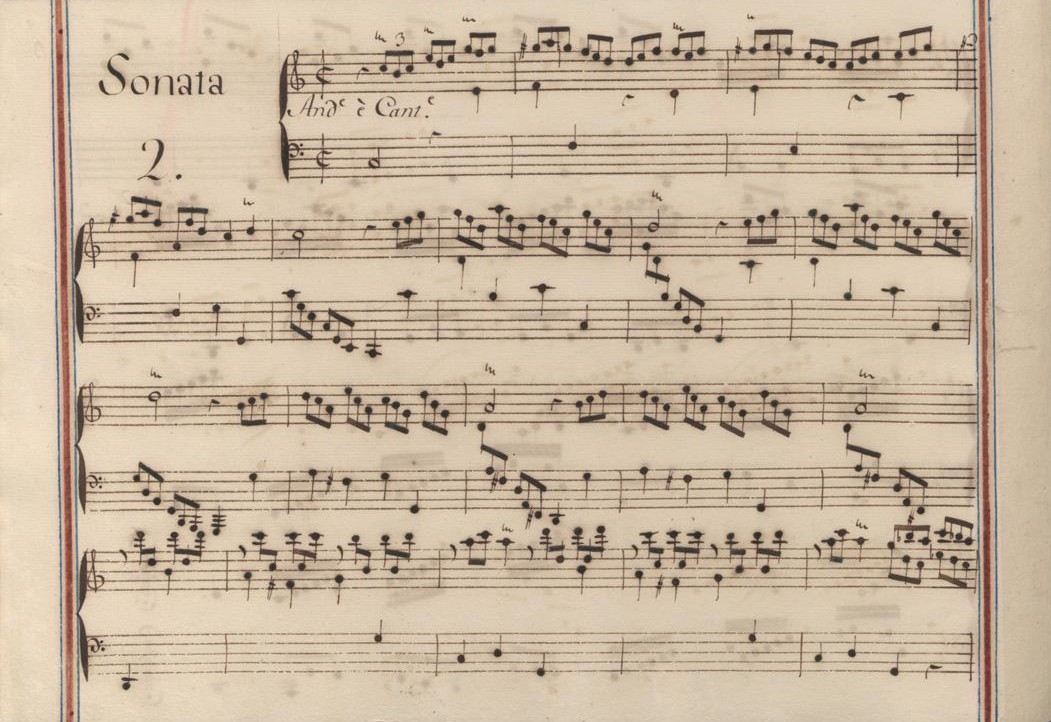
Venise XII 2.
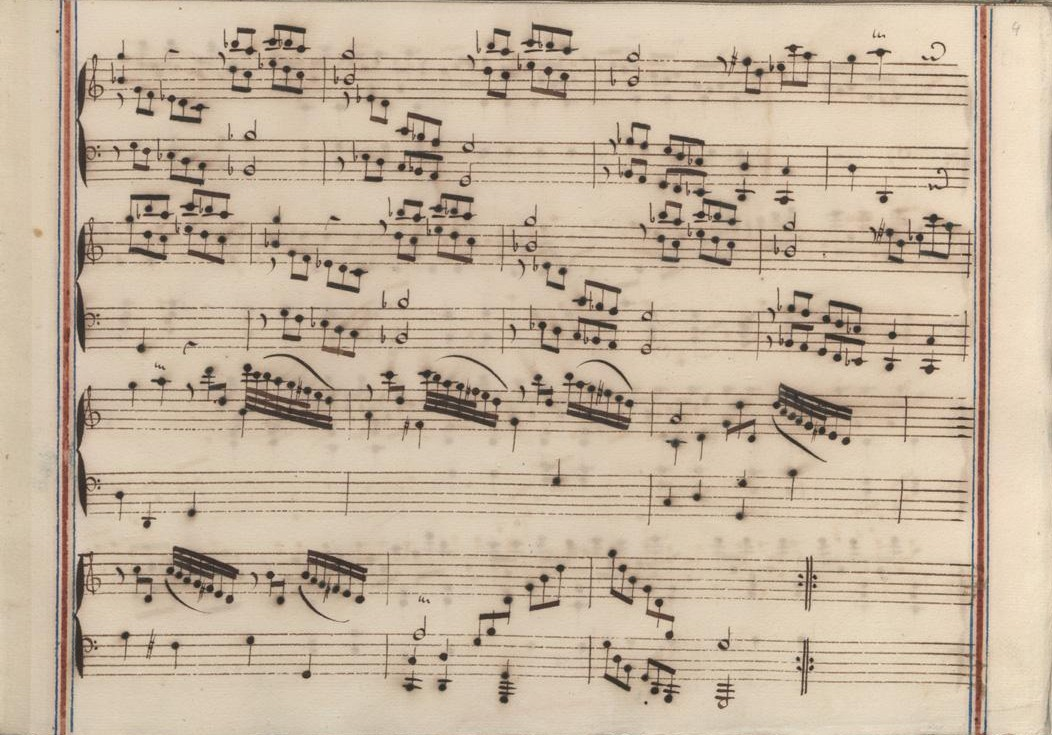
Venise XII 2 (fin de la première section).
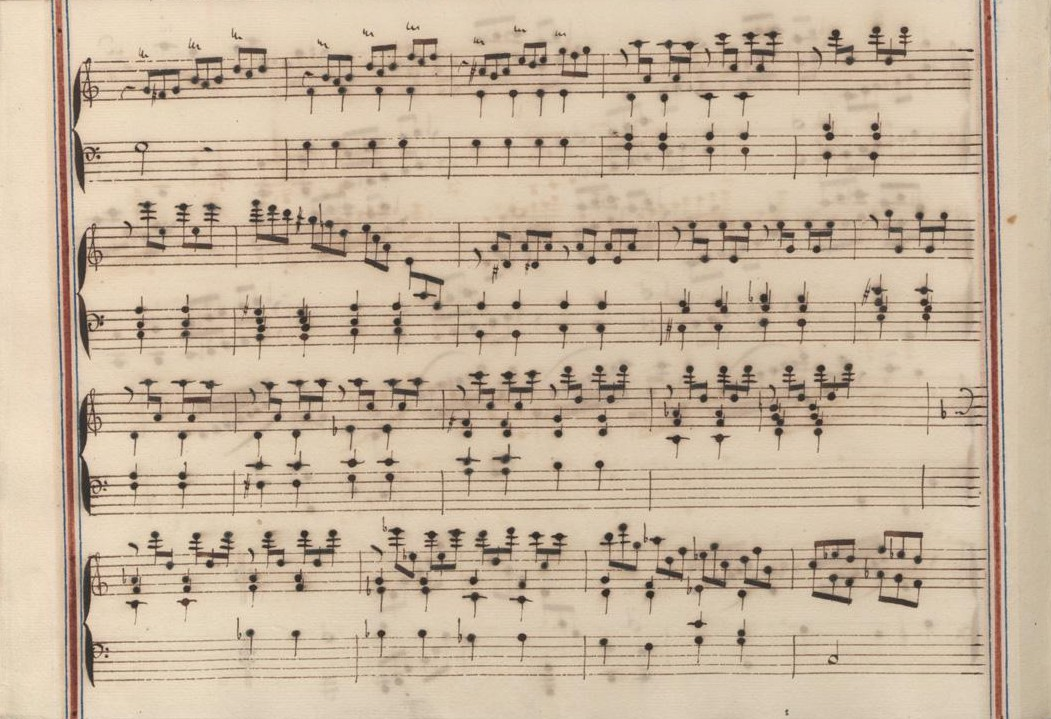
Venise XII 2 (début de la seconde section).
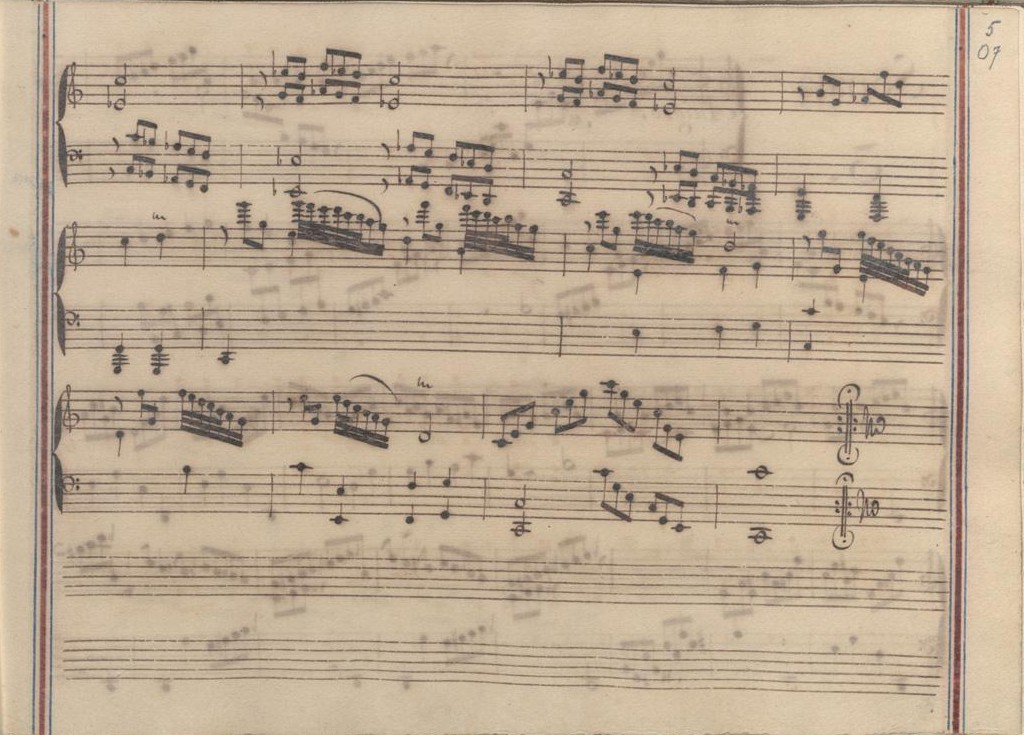
Venise XII 2 (fin de la sonate).

## Interprètes
La sonate K. 485 est défendue au piano, notamment par Soyeon Lee (2006, Naxos, vol. 8) et Carlo Grante (2016, Music & Arts, vol. 5) ; au clavecin, elle est jouée par Luciano Sgrizzi (1979, Erato), Scott Ross (1985, Erato), Eiji Hashimoto (1996, Klavier), Richard Lester (2004, Nimbus, vol. 5) et Pieter-Jan Belder (Brilliant Classics, vol. 11). Fábio Zanon (2000, Musical Heritage) l'interprète à la guitare.

## Sources
: document utilisé comme source pour la rédaction de cet article.
- Ralph Kirkpatrick (trad. de l'anglais par Dennis Collins), Domenico Scarlatti, Paris, Lattès, coll. « Musique et Musiciens », 1982 (1re éd. 1953 (en)), 493 p. (ISBN 978-2-7096-0118-4, OCLC 954954205, BNF 34689181).
- Alain de Chambure, « Domenico Scarlatti, Intégrale des sonates — Scott Ross », Erato/Éditions Costallat (2564-62092-2 (livret : 2292-45309-2)), 1985 (OCLC 891183737) .
- (en) W. Dean Sutcliffe, The Keyboard Sonatas of Domenico Scarlatti and Eighteenth-Century Musical Style, Cambridge / New York, Cambridge University Press, 2008, xi-400 (ISBN 978-0-521-07122-2, OCLC 1005658462, BNF 42017486, présentation en ligne).
- (es) Celestino Yáñez Navarro (thèse), Nuevas aportaciones para el estudio de las sonatas de Domenico Scarlatti. Los manuscritos del Archivo de Música de las Catedrales de Zaragoza, Université autonome de Barcelone, 2016 (lire en ligne)
- (en) Carlo Grante, « Domenico Scarlatti, intégrale des sonates pour clavier (vol. 5) », Music & Arts (CD-1294), 2017 (OCLC 1079366528) .